# Носале
Носале (пол. Nosale) — село в Польщі, у гміні Бралін Кемпінського повіту Великопольського воєводства.
Населення — 195 осіб (2011).
У 1975-1998 роках село належало до Каліського воєводства.

## Демографія
Демографічна структура станом на 31 березня 2011 року:
|          | Загалом | Допрацездатний вік | Працездатний вік | Постпрацездатний вік |
| -------- | ------- | ------------------ | ---------------- | -------------------- |
| Чоловіки | 101     | 25                 | 68               | 8                    |
| Жінки    | 94      | 26                 | 52               | 16                   |
| Разом    | 195     | 51                 | 120              | 24                   |